# Katerina Wilczynski
Katerina (Käte) Wilczynski (* 17. Januar 1894 in Posen; † 12. November 1978 in London) war eine deutsche Malerin, Grafikerin und Illustratorin.

## Leben
Katerina Wilczynski ist in Berlin aufgewachsen. Sie studierte in Leipzig an der Akademie für Graphische Künste bei Hugo Steiner-Prag, in Berlin an der Kunstgewerbeschule bei Emil Orlik und an der Hochschule für die Bildenden Künste bei Hans Meid.
Längere Studienreisen führten sie von Berlin aus nach Paris und Spanien; 1930 erhielt sie den Rom-Preis, ein Stipendium an der Accademia Tedesca (Villa Massimo), und blieb in Rom bis zu ihrer Emigration nach London im Jahr 1939. In London lebte sie bis zu ihrem Tod. Während des Zweiten Weltkrieges arbeitete sie als „unofficial war artist“ für die britische Regierung und zeichnete ausgebombte Gebäude. Nach dem Krieg ist Katerina Wilczynski wiederum viel gereist, nach Italien, Spanien, Frankreich, besonders gern und häufig seit 1952 nach Griechenland.

## Künstlerische Leistungen

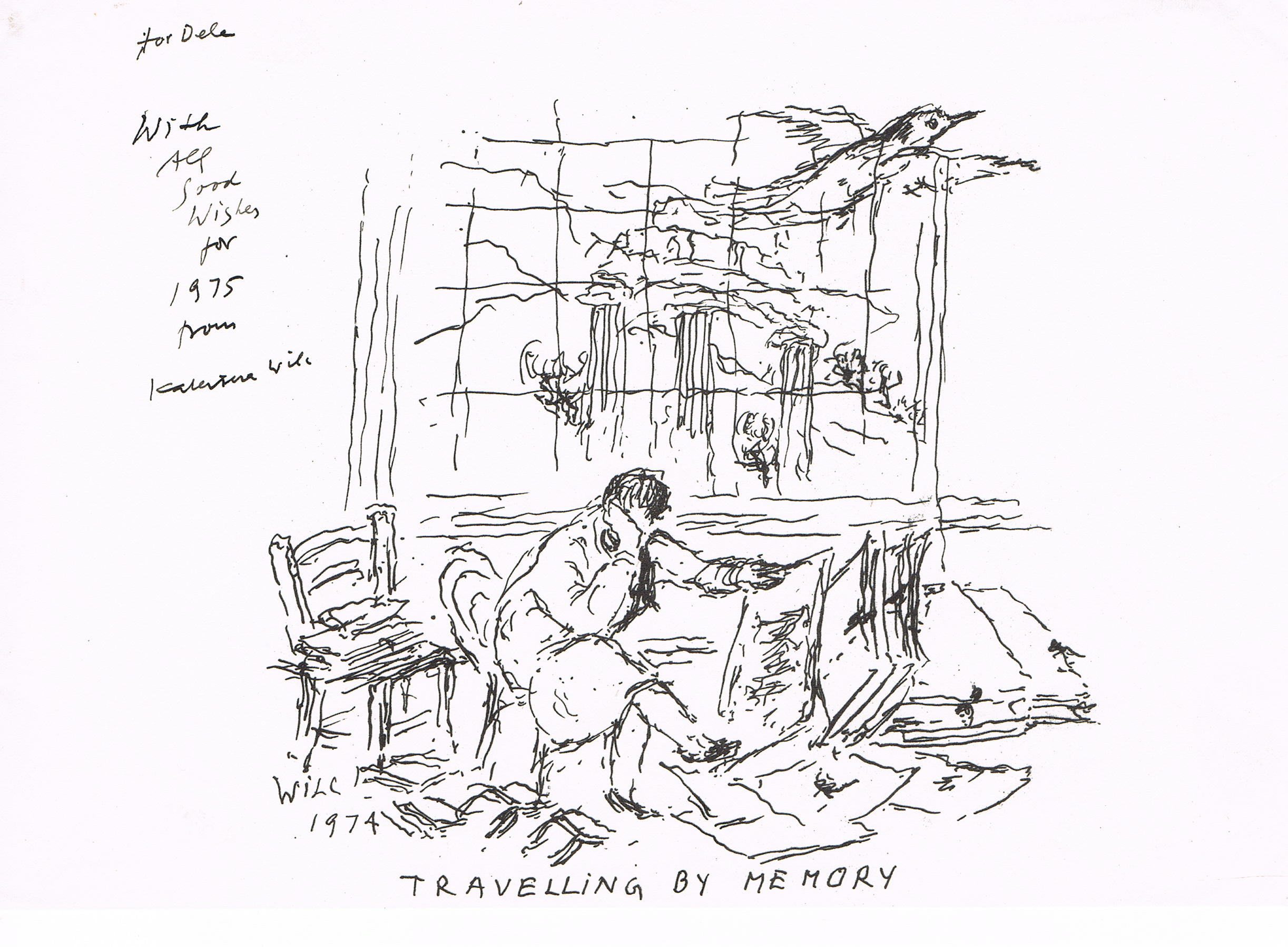
Zeichnung Katerina Wilczynski mit Bezug auf ihre zahlreichen Reisen, u. a. nach Griechenland

Katerina Wilczynski begann ihre künstlerische Tätigkeit in den 1920er Jahren mit gebrauchsgrafischen Arbeiten und Buchillustrationen (so Radierungen für Waldemar Bonsels „Indienfahrt“ und Skizzen für Reisehandbücher).
Das Porträt (u. a. Personen der Wirtschaft: Heinrich Stinnes; Schauspieler: Elisabeth Bergner, Tilla Durieux, Rudolf Forster, Heinrich George, Emil Jannings, Fritz Kortner; Künstler und Schriftsteller: Giorgio di Chirico, C. W. Ceram) war früh und für lange Zeit ihr künstlerischer Schwerpunkt, oft mit einer karikaturistischen Tendenz.
Von der Kunstkritik wird sie schon bald als Zeichnerin zusammen mit Käthe Kollwitz und Renée Sintenis genannt. Sie arbeitete nach „Entdeckung der linken Hand“ (eigene Beschreibung) sozusagen beidhändig, wobei jede Hand ihren eigenen Part für das Gelingen des Werks zu spielen hatte. Es waren neben den Porträts vorzugsweise Straßenszenen und Genres.
Wie Katerina Wilczynski selbst schreibt, hat sie ihre Beziehung zur Natur erst durch die vielen Reisen nach Griechenland gefunden. So entstand ihr umfangreiches Werk von Landschaftszeichnungen.
Neben den zeichnerischen Techniken mit Feder, Kreide, Kohle und Bambus beherrschte sie Holzschnitt, Radierung und Lithographie. Ganz nebenbei hat sie auch mit Ölfarben gemalt.

## Werke
Katerina Wilczynski hat große Teile ihres Werkes aus den Jahren 1914 bis 1973 der Kunstbibliothek Berlin der Staatlichen Museen Stiftung Preussischer Kulturbesitz geschenkt. In der Reihe der Sammlungskataloge der Kunstbibliothek erschien 1975 als Nr. 9 ein 40-seitiges Werkverzeichnis mit 156 beschriebenen Werken und 28 Abbildungen, bearbeitet von Gretel Wagner. Darin befindet sich auch eine Liste von durch Katerina Wilczynski illustrierten Publikationen.
Buchillustrationen (Auswahl):
- Waldemar Bonsels: Kyrie eleison. Eigenbrödlerverlag, Berlin 1922 – mit 6 Radierungen
- Waldemar Bonsels: Indienfahrt. Literarische Anstalt Rütten & Loening, Frankfurt a. M. 1920 – mit 12 Radierungen
- Reihe Was nicht im "Baedeker" steht, Piper Verlag 1927–1938, Bände Paris und Rom mit Zeichnungen